# Tour Saint-Gobain
La tour Saint-Gobain, aussi appelée tour M2, est un gratte-ciel de bureaux situé dans le quartier d'affaires de La Défense près de Paris, en France (précisément à Courbevoie). Elle accueille le siège social de l'entreprise française Saint-Gobain, elle mesure 167,52 mètres de hauteur depuis le parvis de La Défense et 177,95 mètres depuis le sol.

## Histoire
Après l'abandon du projet de la tour Generali, projet architectural de 265 mètres de hauteur, la société Generali, propriétaire du terrain, monte un nouveau projet de tour plus modeste qui deviendra le siège social de Saint-Gobain : la tour M2. La démolition de l'immeuble Iris préexistant et les travaux de la tour démarrent durant l'été 2016.
La première pierre est posée le 19 avril 2017 par Pierre-André de Chalendar, Président-Directeur Général de Saint-Gobain, Gabriele Galateri di Genola (it), Président de Generali, et Xavier Huillard, Président-Directeur Général de Vinci.
La construction de cette tour mènera à l'abandon des anciens bureaux servants de siège à la firme aux miroirs, de l'autre côté du Boulevard circulaire de la Défense.

## Acteurs impliqués dans la construction
- Aménageur : Epadesa
- Investisseur : Saint-Gobain
- Promoteur : Generali
- Architecte : Valode et Pistre[4]
- Maître d'ouvrage : Adim
- Maitre d'œuvre bureau d'études fluides : Artelia
- Maître d'œuvre d’exécution : Egis
- Entreprise générale de construction : Vinci

## Galerie de photographies du chantier

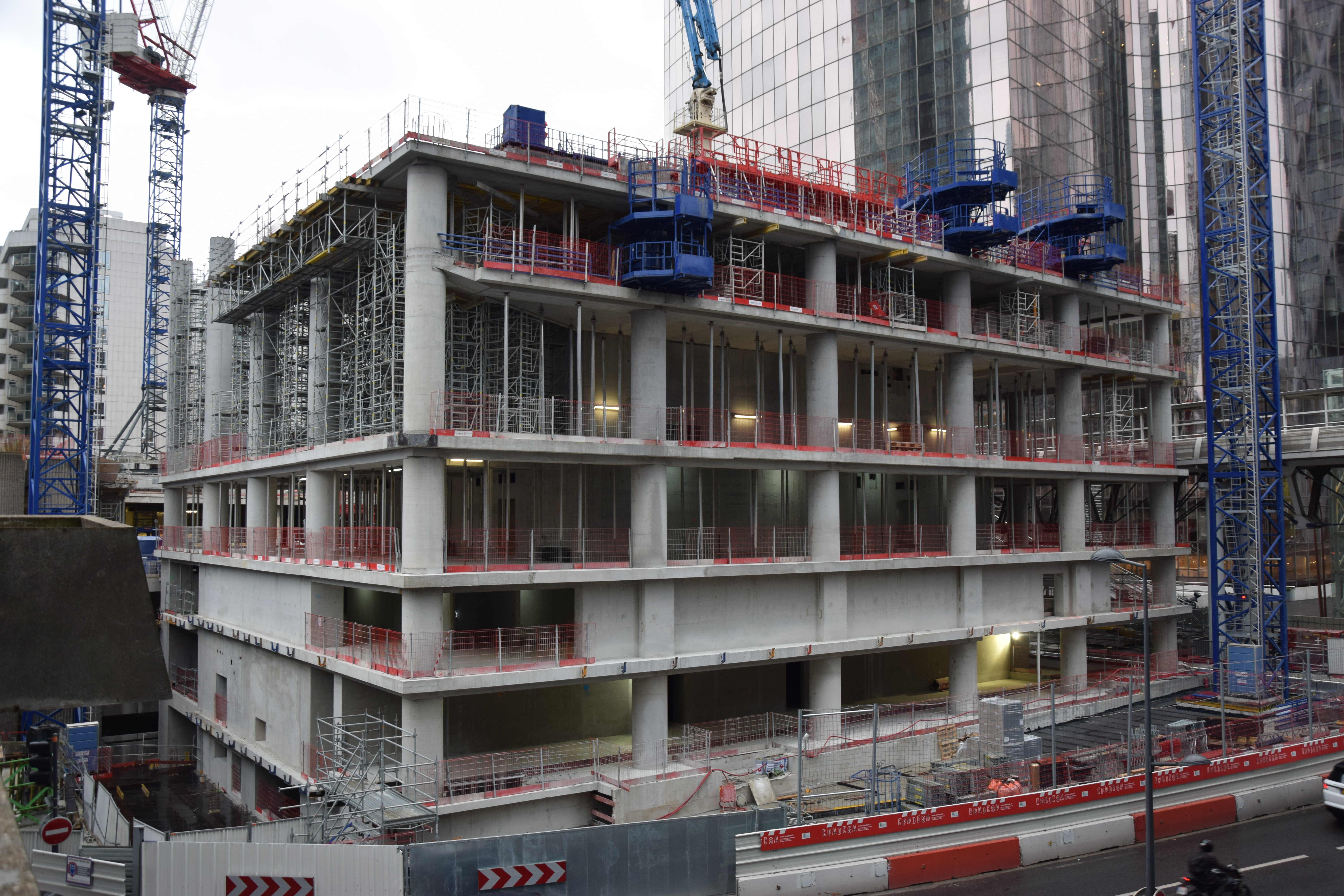
Le 30 août 2017
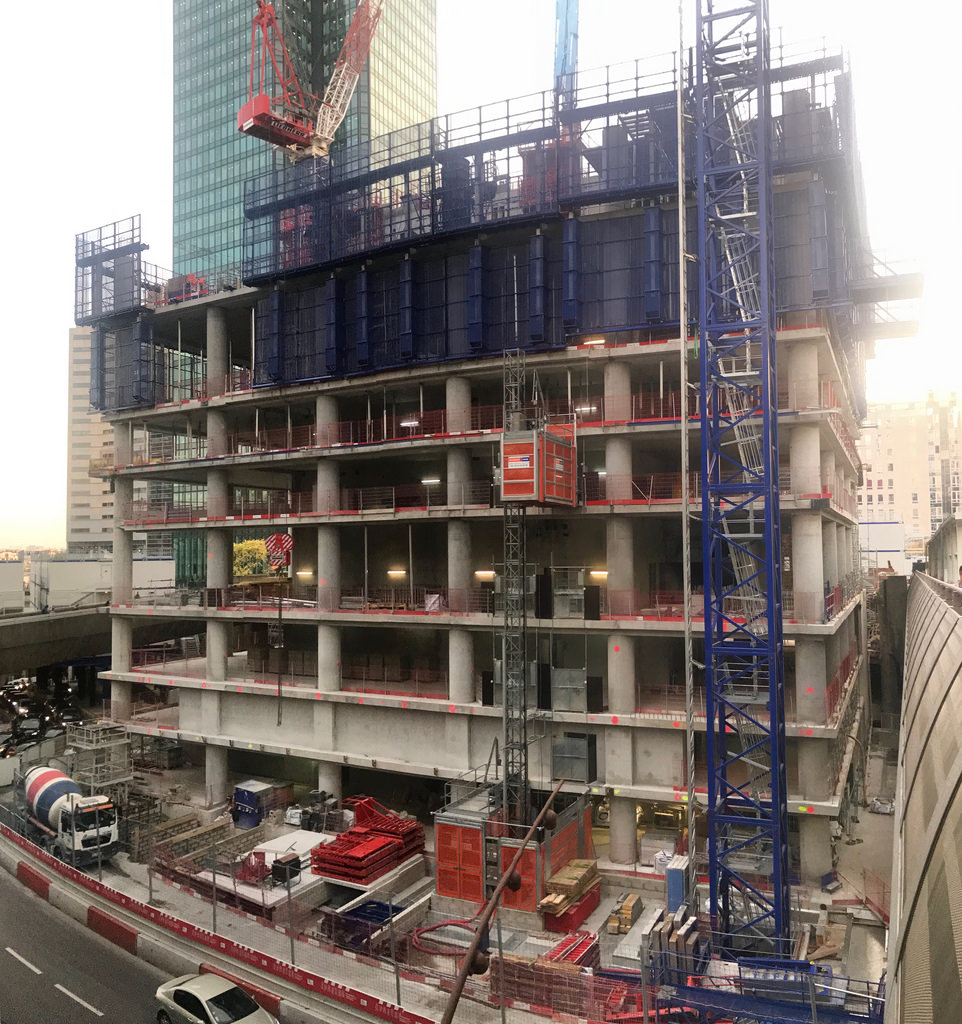
Le 17 octobre 2017
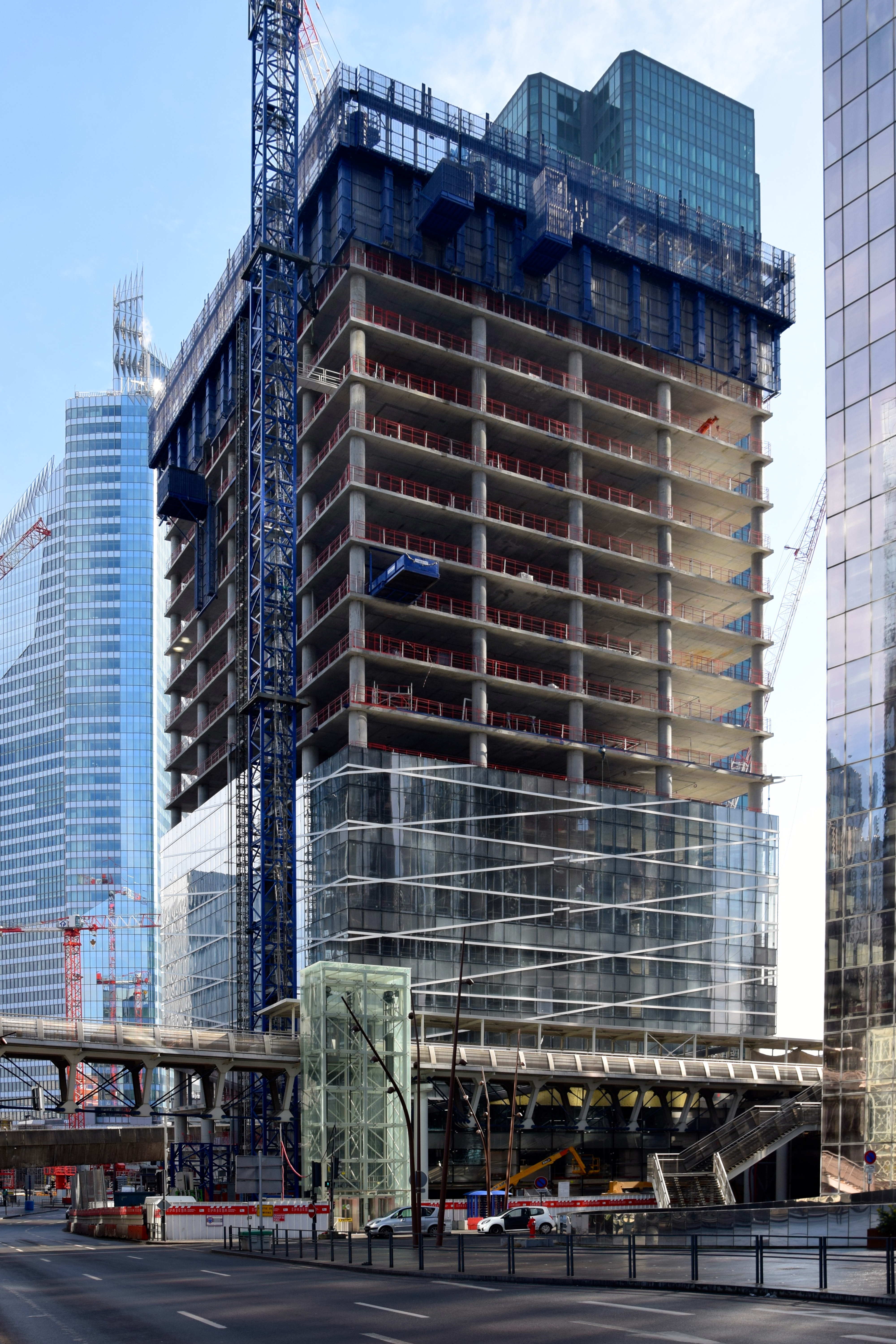
Le 3 mars 2018
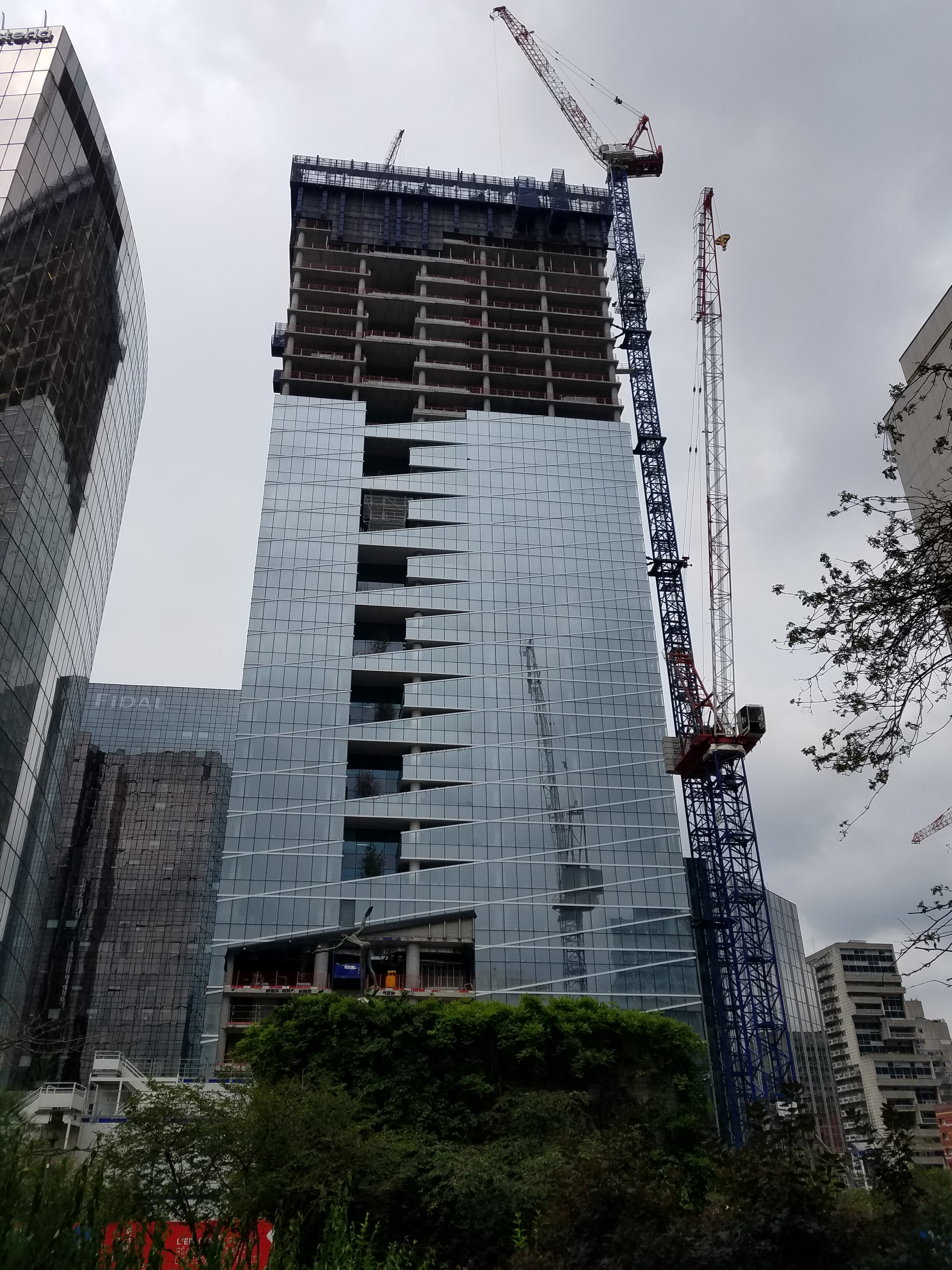
Le 20 juillet 2018